# Томас Вайнгаппель
Томас Вайнгаппель (нім. Thomas Weinhappel; нар. 30 серпня 1980, Штоккерау) — австрійський оперний співак, ліричний баритон.

## Життєпис
Народився Томас Вайнгаппель 30 серпня 1980 року в Штоккерау, Австрія. 
У 2007 році з відзнакою закінчив Віденську консерваторію та Віденський університет музики та виконавчого мистецтва, отримавши академічне звання магістра мистецтв.

## Фільмографія
- 2001 — Піаністка